# مشروع الكربون العالمي
مشروع الكربون العالمي، منظمة تسعى إلى تحديد كمية انبعاثات الغازات الدفيئة العالمية وأسبابها. تأسست في عام 2001، وتشمل مشاريعها ميزانيات عالمية لثلاثة غازات دفيئة سائدة- ثاني أكسيد الكربون (CO2) والميثان (CH4) وأكسيد النيتروز (N2O)- والجهود التكميلية في الانبعاثات الحضرية والإقليمية والتراكمية والسلبية.
هدفت المجموعة إلى فهم دورة الكربون بشكل كامل. جمع المشروع بين خبراء الانبعاثات وعلماء الأرض والاقتصاديين لمعالجة مشكلة ارتفاع تراكيز غازات الدفيئة. أصدر المشروع في عام 2020 أحدث ميزانية عالمية للميثان، وأول ميزانية عالمية لأكسيد النيتروز، أكثر الغازات النزرة بشرية المنشأ والأكثر مساهمةً في الاحتباس الحراري بعد ثاني أكسيد الكربون.
يتعاون مشروع الكربون العالمي مع العديد من المجموعات لجمع البيانات المتعلقة بانبعاثات غازات الدفيئة وتحليلها ونشرها بطريقة علنية وشفافة، مما يجعل مجموعات البيانات متاحة على موقعه الإلكتروني ومن خلال منشوراته. تأسس كشراكة بين البرنامج الدولي للغلاف الأرضي والمحيط الحيوي، وبرنامج المناخ العالمي، والبرنامج الدولي للأبعاد البشرية، ومنظمة دايفيرستاس، تحت رعاية شراكة علوم نظام الأرض. أصبحت العديد من المشاريع الأساسية في هذه الشراكة جزءًا من فيوتشر إيرث عام 2014.
يرأس روب جاكسون من جامعة ستانفورد مشروع الكربون العالمي حاليًا. ضمت أسماء الرؤساء المشاركين ممن سبقوا جاكسون، ناكي ناكيشينوفيتش من المعهد الدولي لتحليل النظم التطبيقية، وكورين لو كيري من جامعة إيست أنجليا، وفيليب سيايس من معهد بيير سيمون لابلاس. يشغل جوزيف كاناديل من منظمة الكومنولث للبحوث العلمية والصناعية الأسترالية منصب المدير التنفيذي. لدى مشروع الكربون العالمي مكاتب دولية إضافية في تسوكوبا في اليابان، وسيول في كوريا، ولجنة توجيه علمية دولية مؤلفة من عشرات العلماء من خمس قارات.
توقع مشروع الكربون العالمي- بما يتعلق بأحدث ميزانية عالمية للكربون والتي أُقرّت في ديسمبر 2018- أن ترتفع نسبة انبعاثات ثاني أكسيد الكربون الأحفوري في عام 2018 بنسبة 2.7% (بين 1.8% و3.7%) وتصل إلى مستوى قياسي يبلغ 37.1 مليار طن من ثاني أكسيد الكربون، إذ أن قوى السياسة والسوق كانت غير كافية للتغلب على النمو في استخدام الطاقة الأحفورية.
تُّوقع أن يرتفع تركيز ثاني أكسيد الكربون في الغلاف الجوي بمقدار 2.3 جزء في المليون [2.0 إلى 2.6 جزء في المليون] وأن يصل إلى 407 جزء في المليون وسطيًا في عام 2018، أي أعلى بحوالي 45% من مستويات ما قبل الصناعة. تعد الزيادات في الاستخدام العالمي للغاز الطبيعي والنفط من الأسباب الرئيسية لارتفاع تراكيز ثاني أكسيد الكربون في الغلاف الجوي اليوم.
رُجّح أن يزداد استخدام الفحم العالمي في عام 2018 ولكنه بقي أقل من ذروته التاريخية في عام 2013 حتى ذلك الحين. استُبدل الفحم بالغاز الطبيعي وطاقة الرياح والطاقة الشمسية في بعض البلدان على مدار العقد الماضي.
قرر باحثون من المشروع في أواخر عام 2006 أن انبعاثات ثاني أكسيد الكربون قد زادت بشكل كبير لتبلغ الزيادة معدل 3.2% سنويًا منذ عام 2000. صرح رئيس المجموعة الدكتور مايك راوباتش في ذلك الوقت أن «ذلك مؤشر مقلق للغاية، إذ يشير إلى أن الجهود الأخيرة للحد من الانبعاثات لم يكن لها أي تأثير فعلي على نمو الانبعاثات وأن هناك حاجة ماسة إلى حواجز فعالة».
كشفت دراسة أجراها المشروع عام 2010 ونشرت في مجلة نيتشر لعلوم الأرض، أن محيطات العالم تمتص 2.3 مليار طن متري من ثاني أكسيد الكربون. زعم التحليل الصادر عن المشروع في 5 ديسمبر 2011، أن نسبة ثاني أكسيد الكربون الناتج عن احتراق الوقود الأحفوري قفز بأكبر قدر على الإطلاق في عام 2010 إلى 5.9% من معدل الازدياد في تسعينيات القرن العشرين الذي كان أقرب إلى 1% سنويًا. وجد التقرير أن احتراق الفحم يمثل أكثر من نصف الزيادة في الانبعاثات، وتوقعوا انطلاق انبعاثات غازات الدفيئة وفقًا لسيناريو الحالة الأسوأ ضمن التقرير الخاص عن سيناريوهات الانبعاثات للهيئة الحكومية الدولية المعنية بالتغير المناخي، أي بوصول تركيز ثاني أكسيد الكربون في الغلاف الجوي إلى 500 جزء في المليون في القرن الحادي والعشرين.